# Angon
Pour les articles homonymes, voir Angon (homonymie).

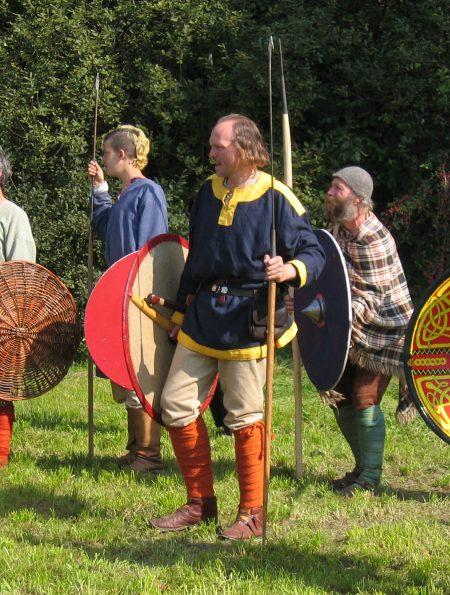
Reconstitution de Germains tenant leur angon.

L’angon est une lance ou javelot franc dont le fer a la forme d'un harpon. Il était utilisé comme arme de guerre ou de chasse. L'angon était de facture et d'utilisation similaire au pilum romain, dont il était probablement dérivé ,. La découverte de cette arme dans des tombes du peuple des Angles et des Thuringiens laisse croire qu'elle n'était pas l'exclusivité des guerriers francs.
C’était cependant une des armes les plus rares mais aussi les plus singulières de la période franque. Le premier auteur présumé qui a fait mention de cette arme est l'historien byzantin Agathias qui décrit dans le deuxième tome de son Histoire du temps de Justinien, cette arme de jet en ces termes :

« L'angon est une pique, ni trop longue, ni trop courte, qui peut être lancée au besoin, mais qui est également propre à la défense et à l'attaque. Cette javeline est presque entièrement en fer, et seule la poignée est constituée en bois. À l'extrémité supérieure de l'arme (la pointe), sont deux espèces de crochets recourbés vers la hampe et assez semblables aux crochets d'un hameçon. »

« Lorsque l'angon est lancé sur un ennemi et qu'il pénètre dans la chair, il s'y engage tellement qu'il ne peut en être extrait sans rendre la blessure mortelle ; si cette arme frappe un bouclier, il s'y plante si profondément que ses « crocs » rendent toute extraction impossible : il y demeure alors suspendu, balayant la terre par son extrémité : le guerrier franc n'a plus qu'à se précipiter, mettre le pied sur le manche du javelot pour découvrir le corps de son adversaire et le tuer à l'aide de son glaive. »

« Quelquefois, l'angon est attaché à une corde, sert de harpon et il ne reste plus qu'à tirer sur celle-ci pour amener l'ennemi à portée des glaives. »
(Récit de la bataille de Casilinum en 555, gagnée par Narsès sur les Francs et les Alamans).

## Étymologie du termeangon
Le mot n'est pas attesté avant le XVe siècle en français. Il s'agit d'une « sorte de crochet ». Ensuite il apparaît au XVIe siècle au sens de « sorte d'arme munie de deux crochets, utilisée par les Francs ». Ce terme est attesté en latin chez Du Cange sous la forme angon(es) et au sens d'« arme des anciens Francs ». L'étymologie de ce mot bas latin est mal éclaircie : il s'agit peut-être d'un emprunt au vieux bas francique *ango « crochet », dont l'existence est postulée par le vieux haut allemand ango, dérivé allemand Angel de même sens. En fin de compte, le bas latin angon(es) serait d'origine populaire et représenterait directement le vieux bas francique *ango, comme semble le montrer l'existence du wallon angon « bâton à crochets », alors qu'au sens de « gond » propre aux dialectes de l'est de la France et de la Suisse romande, il serait issu d'un croisement entre le latin gomphus « cheville, clou », auquel a été ajouté le préfixe en-, d'où le verbe engoner « mettre une porte sur ses gonds », d'où  peut-être un déverbal *engon, devenu angon par influence de angon « crochet », d'origine vieux bas francique.
L'ancien français (soi) angler « se prendre à l'hameçon » est issu du germanique westique *angul (cf. vieil anglais et vieux haut allemand angul > anglais angle « hameçon » et allemand Angel, même sens), par l'intermédiaire du normand, peut-être renforcé par l'ancien scandinave *angul-, vieux norrois ongull, de même sens. En outre, le même étymon westique *aŋg- se retrouve dans le substantif normand angue (variante aingue) « hameçon », lui-même du saxon *anga ou de l'anglo-saxon anga « crochet, hameçon », même mot que le vieux bas francique *ango (vieux haut allemand ango).

## Archéologie de l'angon
Jusqu'au XIXe siècle l'idée qu'on se faisait de cette arme était uniquement basée sur les récits des auteurs antiques, puisque l'archéologie n'en avait jamais mis au jour. Aussi, la reproduction graphique de l'objet posait problème et était parfois fantaisiste.
Cependant, plusieurs découvertes avaient été effectuées dans des nécropoles franques dès le XVIIIe siècle et au début du XIXe siècle, sans qu'elles puissent être identifiées directement comme des angons, soit par manque de connaissance des acteurs de la découverte et de l'autorité scientifique compétente ou soit à cause du mauvais état des pièces retrouvées, rendant difficile leur interprétation.
On finit par authentifier cette arme presque simultanément en Allemagne et en France. En effet, cinq trouvailles furent faites en Rhénanie et entrèrent dans les musées de Wiesbaden, Mayence et Darmstadt. On en découvrit également deux en Normandie, dans la nécropole franque d'Envermeu entre 1854 et 1856.
Les deux angons d'Envermeu ont un mètre de longueur. Ils sont entièrement en fer, mais ils possèdent au bas de leur hampe une douille qui montre qu'elle se terminait par un manche en bois. Ce manche devait être à peu près aussi long que la hampe, c'est-à-dire autour d'un mètre.
Peu de temps après (1859), on trouvait un nouvel angon dans le Kent en Angleterre, prélude à une longue série de découvertes jusque nos jours.
L'angon et les noms de famille
L'angon serait aussi à l'origine des noms de famille Engelibert, Enjalbert et Engelbert
Ces noms de famille ont la même signification et la même origine. Même si les Engelibert viennent du Lot ; les Enjalbert du Tarn et les Engelbert de Lorraine.
Ce nom de famille d’origine germanique a deux significations qui sont inséparables l’une de l’autre. La deuxième signification découle de la première et l’explique. Ce nom de famille est formé de deux mots : d’abord enjal ou engel formés sur ang qui veut dire le peuple des Angles. Ce peuple germanique vient de la péninsule d’Angeln qui est actuellement dans le Nord de l’Allemagne, près du Danemark. Le deuxième mot est bert qui vient de berth ou bertht et qui signifie brillant, célèbre. Le nom de famille veut donc dire en premier lieu : Le célèbre peuple des Angles. Mais pourquoi ce peuple est-il célèbre ? Et c’est là qu’intervient la deuxième signification : il est célèbre, car il est l’inventeur et le premier utilisateur d’une arme singulière et très efficace, l'angon. Mais revenons aux noms de famille Engelibert ou Enjalbert. Engel ou enjal sont formés sur la racine ang qui veut dire aussi la lance, le javelot. Donc dans ce cas, le nom de famille signifie : célèbre par la lance, le javelot. Vous me direz que ce n’est toujours pas très clair ! Pourquoi célèbre par la lance ? À ces époques-là (vers 400 apr. J.-C.), toutes les armées utilisaient des lances. Certains d’entre eux étaient peut-être plus adroits au maniement de la lance ? Non, la véritable explication vient de l’arme en elle-même. Dans ces noms de famille, la racine ang signifie donc lance et plus spécialement javelot (plus court que la lance). Ang a donné Angon.